# Noel Monson de la Poer Beresford-Peirse
Sir Noel Monson de la Poer Beresford-Peirse, britanski general, * 22. december 1887, † 14. januar 1953.